# 瀬尾貞信
瀬尾 貞信（せお さだのぶ、1886年1月8日 - 1946年10月5日）は、日本の外科医、外科医学者。食道外科の大家。

## 来歴
新潟県中頸城郡板倉町（現・上越市板倉区）出身。旧姓は島田。東京帝国大学医科大学を1911年（明治44年）に卒業、外科入局。
1920年（大正9年）千葉県立千葉病院副部長、同年千葉医学専門学校教授、1922年（大正11年）同校付属医院外科医長、1923年（大正12年）千葉医科大学教授兼同大専門部教授。1924年（大正13年）医学博士を取得、1944年（昭和19年）「動脈注射療法の研究」で朝日賞を受賞。
教え子に中山恒明らがいる。